# Linde-proces

Vereenvoudigd Linde-proces

Het Linde-proces

Samenstelling van lucht

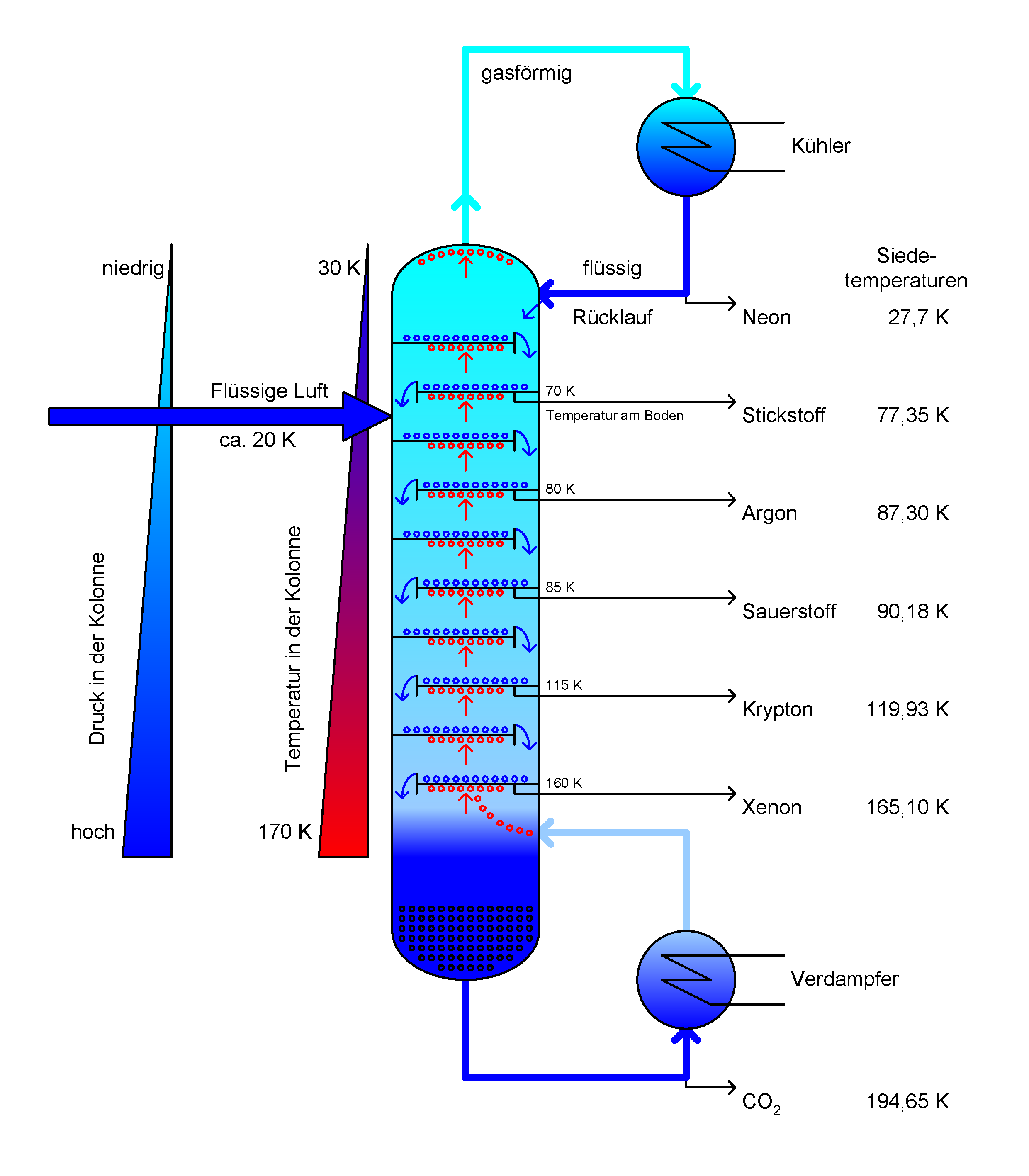
De rectificatiekolom

Het Linde-proces is een techniek om lucht te scheiden in zijn samenstellende gassen door ze vloeibaar te maken. Carl von Linde vond dit in 1895 uit.
In het begin werd het proces in laboratoria toegepast, maar al in 1902 werd een eerste industriële installatie gebouwd.
Het proces steunt op het Joule-Thomson-effect.
Als een gas zich onder zijn inversietemperatuur bevindt, dan koelt het af als het ontspant.
Als een gas zich boven zijn inversietemperatuur bevindt, dan warmt het op als het ontspant.
Stikstof wordt vloeibaar bij −196 °C.
Zuurstof wordt vloeibaar bij −183 °C.
Zo kan het Linde-proces uit lucht stikstofgas, zuurstofgas en argon afscheiden.
Een compressor perst omgevingslucht van bijvoorbeeld 20 °C samen tot een druk rond 200 bar.
Daarbij warmt de lucht op met ca. 45 °C, dus tot 65 °C.
Een warmtewisselaar koelt de lucht dan opnieuw naar omgevingstemperatuur.
De lucht stroomt dan over een moleculaire zeef om deze te ontdoen van stof, waterdamp, kooldioxide, stikstofoxiden en koolwaterstoffen.
Daarna ontspant de lucht over een turbine en/of een ventiel, waarbij ze afkoelt en vloeibaar wordt.
Vloeibare lucht stroomt dan bij een druk rond 5 bar omlaag door een rectificatiekolom, waarbij stikstof als gas opstijgt en vloeibare zuurstof overblijft.